# Imperator II (Schiff, 1929)
Die Imperator II war ein Fahrgastschiff in Berlin.

## Geschichte
Das Schiff wurde 1929 gebaut und trug zunächst den Namen Silesia. 1931 gehörte die Silesia zusammen mit Odin zur Flotte des Spittelmarkt-Lloyd. Sie durfte damals 275 Personen befördern. Ebenfalls 1931 allerdings soll sie auch an die Stern und Kreisschiffahrt verchartert gewesen sein. 1934 kaufte die Reederei F. Müller & Söhne der Reederei Ertel (die zum Spittelmarkt-Lloyd gehörte) das Schiff ab. Bei Ertel wurde die Silesia nach dem Bau der Baldur nicht mehr benötigt.
Bei Müller erhielt das Schiff einen neuen Namen. Wohl, weil es nach der Imperator das zweitgrößte Schiff der Müllerschen Flotte darstellte, wurde es auf Imperator II umgetauft.
Die Imperator II überstand den Zweiten Weltkrieg, wurde aber 1946 von der Sowjetunion als Entschädigung für Kriegsschäden beansprucht und abtransportiert. Ebenso erging es den Schiffen Imperator, Bremen und Fortuna aus Müllers Flotte. Franz Müllers Söhnen verblieben die Freya, die Emden und das Wrack der Venus, die während des Krieges von einer Bombe getroffen worden und ausgebrannt war.